# 白木町
白木町（しらきちょう）はかつて広島県高田郡に存在した町である。高田郡の南端部に位置していた。
1973年10月22日に広島市に編入されて消滅した。その後高田郡からは郡内全町の合併で2004年3月1日に安芸高田市に移行して郡が消滅するまで、編入された自治体がなかったため広島市としては唯一の高田郡からの編入自治体となった。

## 町名の由来
- 町域の西部にそびえる白木山から命名した。

## 沿革
- 1889年4月1日　市町村制施行。当時の町域にはいずれも高田郡に属する秋越村・市川村・井原村・志屋村・三田村があった。
- 1949年10月1日　井原村が市川村大寺地区を編入する。市川村の残部は秋越村と対等合併し、高南村に移行する。
- 1954年3月31日　高南村が有保村有留の一部を編入する（残部は高田郡向原町〔現：安芸高田市〕が編入）。
- 1956年9月30日　井原・高南・志屋・三田の各村が対等合併して改称した上に町制施行して白木町が成立する。
- 1973年10月22日　広島市に編入されて消滅する。

## 地理
河川
- 三篠川（みささがわ）…太田川支流。

山
- 白木山（標高889.3m）
- 安駄山（標高735.3m）
- 荒谷山（標高620m）
- 鎌倉寺山（標高613m）
- 神ノ倉山（標高561.5m）
- 旭山（標高294m）

## 大字
- 秋山（あきやま）
- 有留（ありどめ）
- 市川（いちかわ）
- 井原（いばら）
- 小越（おこえ）
- 古屋（こや）
- 志路（しじ）
- 三田（みた）

## 交通（1973年10月21日当時のデータ）

### 鉄道
- 国鉄芸備線が通っていて、町内には以下の施設がある。
  - 井原市駅（いばらいちえきと読む）
  - 志和口駅
  - 上三田駅
  - 中三田駅
  - 白木山駅

### 道路
- 国道
  - 町内は通っていない。

- 主要地方道
  - 広島県道37号広島向原線→現：広島県道37号広島三次線（1982年 -）

- 一般県道
  - 広島県道153号白木八本松線→現：広島県道46号東広島白木線（1976年 -）
  - 広島県道226号井原市停車場線
  - 広島県道269号大林井原線→現：広島県道68号大林井原線（1982年 -）
  - 広島県道327号古屋吉田線
  - 広島県道328号志和口向原線

## 教育（1973年10月21日当時のデータ）
小学校
- 白木町立井原小学校
- 白木町立高南小学校
- 白木町立高南西小学校
- 白木町立志屋小学校
- 白木町立三田小学校

中学校
- 白木町立白木中学校

高等学校
- 広島県立白木高等学校 [注釈 1]